# Президент Гвінеї
Президент Гвінеї — глава держави Гвінея.

## Президенти
| Ім'я                        | Роки життя | Початок терміну   | Завершення терміну |
| --------------------------- | ---------- | ----------------- | ------------------ |
| Ахмед Секу Туре             | 1922–1984  | 10 листопада 1958 | 26 березня 1984    |
| Луї Лансана Беавогі (в. о.) | 1923–1984  | 27 березня 1984   | 3 квітня 1984      |
| Лансана Конте               | 1934–2008  | 5 квітня 1984     | 22 грудня 2008     |
| Мусса Даді Камара           | 1964—      | 24 грудня 2008    | 3 грудня 2009      |
| Секуба Конате (в. о.)       | 1964—      | 3 грудня 2009     | 21 грудня 2010     |
| Альфа Конде                 | 1938—      | 21 грудня 2010    | 5 вересня 2021     |
| Мамаді Думбуя               | ?—         | 5 вересня 2021    |                    |